# فرفیلد هاربر (کارولینای شمالی)
فرفیلد هاربر (به انگلیسی: Fairfield Harbour) شهری در ایالت کارولینای شمالی کشور ایالات متحده آمریکا است که جمعیت آن در سرشماری سال ۲۰۱۰ میلادی، ۲٬۹۵۲ نفر بوده‌است.